# Testfahrt
Eine Testfahrt ist ein Funktionstest der Systeme eines Geräts nach der Endmontage, aber vor der Indienststellung während der Fahrt.
Testfahrten bzw. -flüge werden bei allen neu gebauten Autos im Werk, bei neuen Schiffen im Küstenbereich oder bei Flugzeugen nahe einem Flugplatz durchgeführt.
In der Automobilbranche erfolgt eine Erprobungs- oder Versuchsfahrt, im Gegensatz zur Testfahrt, auf öffentlichen Straßen, um Erfahrungen unter realen Bedingungen zu sammeln.
Ziel ist es, die Systeme des Fahrzeuges vor der Auslieferung zu testen, um Mängel zu erkennen und beseitigen zu können, sowie die Leistungsgrenzen des Systems zu erkennen. Die Testfahrten werden vom Hersteller durchgeführt, zum Teil auch mit der Hilfe des späteren Besitzers. Bei Schiffen und Flugzeugen, besonders bei Kriegsschiffen, kann sich die Erprobungsphase Jahre hinziehen, dabei werden ausgiebige Test während der Fahrt bzw. des Fluges durchgeführt.

## Motorsport
Im Motorsport finden Testfahrten vor und im Laufe einer Saison statt. Der Zweck ist nicht nur der Test des neugebauten Fahrzeuges bzw. Motorbootes, sondern auch dessen Verbesserung. Besonders in höheren Rennklassen wie z. B. der Formel 1 besitzen die einzelnen Teams eigens für Testfahrten bestimmte Abteilungen, die zum Teil genauso groß sind wie das eigentliche Rennteam. Zu diesem Zweck beschäftigen die Teams eigene Testfahrer, die die Stammfahrer entlasten sollen. Es gibt auch eigene Teststrecken, die von den Teams für Testfahrten genutzt werden, entweder sind dies auch im Rahmen der Meisterschaft befahrene Strecken (Silverstone Circuit) oder ehemals sich im Rennkalender befindende Strecken (Brands Hatch Race Circuit) bzw. in anderen Serien genutzte Strecken. Einige Teams wie zum Beispiel Ferrari haben auch eigene Anlagen, die sie exklusiv zum Testen nutzen (Fiorano); diese Strecken werden aber zum Teil auch in anderen Rennserien befahren.